# Paul Delpech de Chaumot
Pour les articles homonymes, voir Delpech.
Paul Delpech, dit d'abord Delpech de Saint-Sernin puis Delpech de Chaumot, (né en 1682, mort en 1751) seigneur de Chaumot et autres lieux, est un noble français, conseiller du roi, receveur général des finances d'Auvergne et fermier général.

## Biographie
Il était issu du mariage de Pierre Delpech (1642-1712), financier, et régisseur de la Maison royale Saint-Louis de Saint-Cyr, et de Marie Bazannier, fille de Philippe, avocat au parlement de Paris, procureur audiencier de France. Pierre Delpech, issu des capitouls Delpech de Toulouse, était originaire de Caussade en Quercy, avait acquis et rempli plusieurs charges, jusqu'à devenir secrétaire des commandements du duc d'Orléans, puis protégé et administrateurs des biens de Madame de Maintenon, conseiller du roi, et enfin économe et administrateur général des biens, droits et mense abbatiale de Saint-Denis (Seine-Saint-Denis) et de la Maison royale Saint-Louis de Saint-Cyr (Yvelines) le 17 juin 1686. Précisément, le jeune auvergnat avait été l’économe et le fermier des abbayes de Cluny et de Saint-Germain-des-Prés, et de Saint-Denis, le revenu pour cette dernière étant affecté aux demoiselles de Saint-Cyr dont il administrait les biens. Devenu un financier fortuné et administrateurs de biens, il a accédé à la noblesse de robe et de finance.

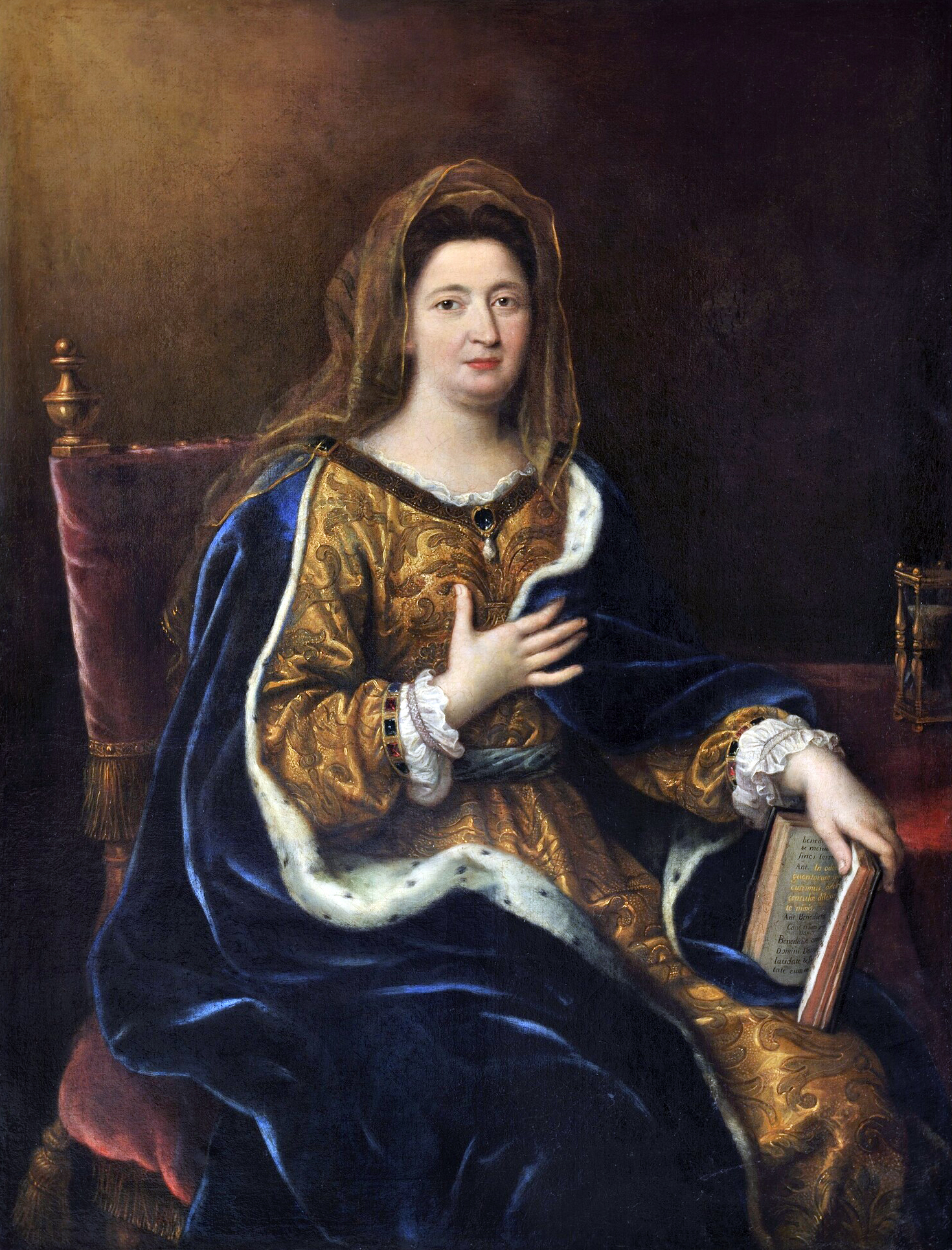
Françoise d'Aubigné, marquise de Maintenon, protectrice de la famille Delpech, et marraine de Françoise-Marie-Anne Delpech, sœur aînée de Paul Delpech, le 25 mars 1680.

Pierre Delpech et Paul son fils, seigneur de Chaumot, ont été successivement et sans interruption receveurs généraux alternatifs des finances de la généralité d’Auvergne pendant soixante ans, de 1681 à 1751. Au décès de son père à l’été 1712, Paul Delpech était alors avocat au Parlement de Paris, titulaire d’une licence en droit à l’université de Paris. En 1692, il avait reçu de son père sa procuration générale, et avait été formé à Riom de 1708 à 1712 aux techniques de l’imposition. Ainsi, au décès du patriarche, la part dans les Fermes et la Recette général eurent Paul, le troisième fils, pour titulaire. Factuellement, elles restèrent indivises entre les trois frères et leur mère sous l’administration du plus jeune qui rendait compte des produits.
Jeune héritier fortuné, Paul avait épousé le 15 octobre 1712 Anne-Madeleine de Monchy, fille du fermier général Philippe de Monchy, et de Marguerite Normandeau. Le mariage fut célébré le 20 octobre 1712 en l’église Saint-Eustache à Paris, avec pour témoins Denis Delpech, intendant général des fermes, avocat intéressé dans les affaires du roi et cousin de l’époux, et Louis François Vireau de Villeflix, maître de la Chambre aux deniers, beau-frère de l’épouse. Puis, le 31 décembre 1712, Paul avait acquis la charge de conseiller du roi.

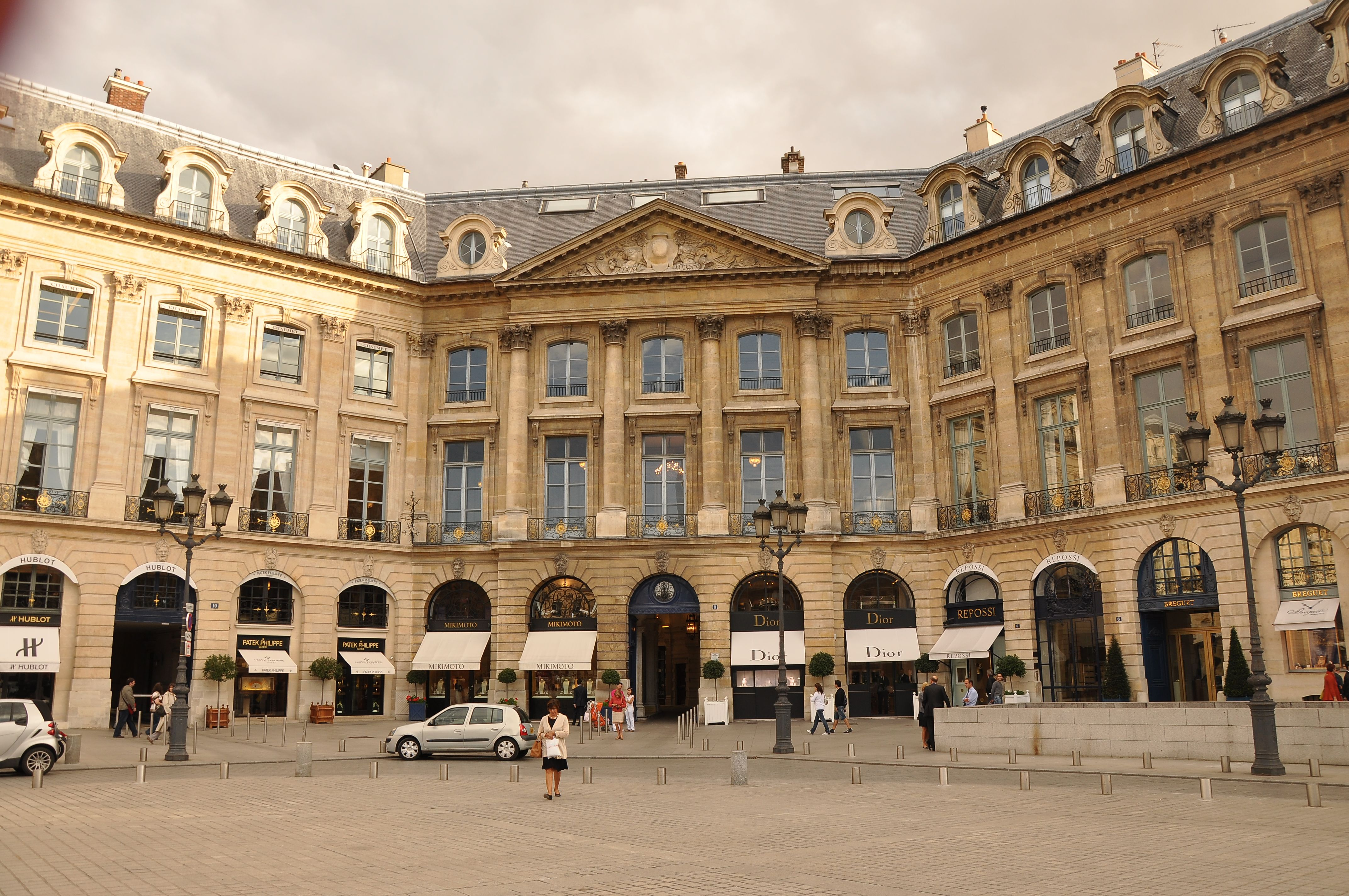
L'Hôtel Delpech de Chaumot, n°8 place Vendôme à Paris, bâti par Paul Delpech en 1714 pour en faire sa résidence principale.

Le 30 janvier 1713, il avait ensuite acquis d’Elisabeth Lesecq, veuve Le Boultz, le grand domaine et le vaste château de Chaumot en Champagne (disparu, Yonne) par décret des requêtes de l’Hôtel-Dieu de Paris. Puis le 14 septembre 1714, il avait acquis un lot à bâtir de la place Louis-le-Grand (actuelle place Vendôme à Paris), pour y bâtir l’actuel hôtel « Delpech de Chaumot » au n°8, et en faire sa résidence principale. L’hôtel particulier qui existe toujours fut bâti de 1714 aux années 1720 par Pierre Le Maître, avec la participation de Charles Carbonnet, tous deux architectes du roi. Le Maître et Carbonnet travaillaient en même temps pour Paul Delpech, d’une part à la restauration du manoir familial de Montreuil (disparu, Seine-Saint-Denis) de 1713 à 1716, d’autre part à la réédification du château de Chaumot et de son nouveau parc à la française de 1714 à 1730. Claude Vallery fut également employé par Paul Delpech à la réédification du clocher de l’église Saint-Louis de Chaumot de 1723 à 1725. Des cloches baptisées à Chaumot par la famille Delpech, seule la cloche Paule-Jeanne existe encore. Soupçonné de fraude, Paul Delpech fut condamné en 1716 par la Chambre de Justice à s’acquitter d’une amende de 1 500 000 livres, modérée par Louis XV à 500 000 livres. 

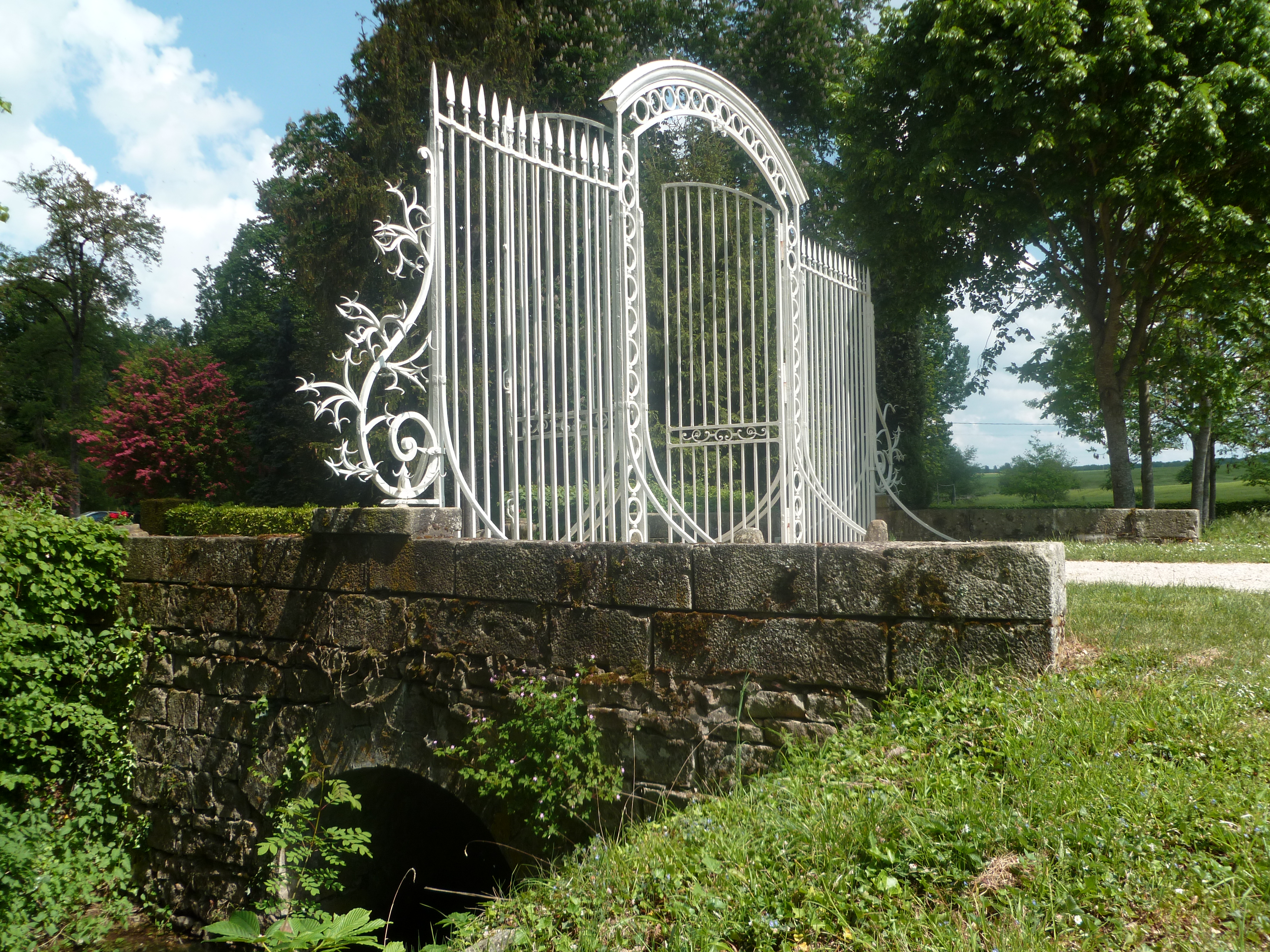
Grille et pont de l'avant-cour du château de Chaumot (Yonne) rebâti par Paul Delpech de 1713 à 1730.

Paul Delpech décéda au château de Chaumot dans la nuit du 21 au 22 décembre 1751 des suites de sa dernière maladie. Le lendemain soir, 22 décembre, le banquier Jean-Baptiste François Rabon de Sainte-Sabine, créancier de feu Paul Delpech, se vit accordé par Michel Martin Grimperet, avocat au Parlement, conseiller du roi et commissaire au Châtelet, l’apposition des scellés dans tous les biens du défunt. La catastrophe éclata alors au milieu de la stupéfaction de sa veuve, et de ses héritiers. L’apposition des scellés et l’inventaire des biens du sieur Delpech à Paris, Montreuil et Chaumot ne prit fin qu’en juillet 1752, période pendant laquelle se présentèrent à la connaissance de la justice et de la famille un nombre très important de créanciers du défunt. Parmi eux, on compte des membres de sa famille, des receveurs généraux des finances, des procureurs, des militaires, des trésoriers et autres officiers du royaume, des aristocrates, des bourgeois, et même des artisans. Le total des dettes de Paul Delpech s’élevait en juillet 1752 à environ un million de livres, et poussera ses héritiers ruinés à vendre leurs biens meubles et immeubles.
L’hôtel Delpech de Chaumot, place Vendôme, fut mis en location de 1754 à 1756 au prince Thomas-Alexandre-Marc d’Alsace Hénin Liétard, puis à Louis-Dominique-François Le Bas de Courmont, fermier général, receveur général et payeur des rentes de l’Hôtel-de-Ville de Paris. Tous deux mis en vente en avril 1766, l’hôtel particulier fut vendu le 7 mai à Elie Randon de Massane, receveur général du Poitou, et le château de Chaumot fut vendu le 22 octobre 1771 au prince Xavier de Saxe, comte de Lusace, oncle du roi Louis XVI,. Le manoir de Montreuil disparut dans les années 1760. Les charges du défunt en Auvergne échurent aux sieurs Antoine François Bouret de Valroche et Barthélémy de Vigier d’Orcet.

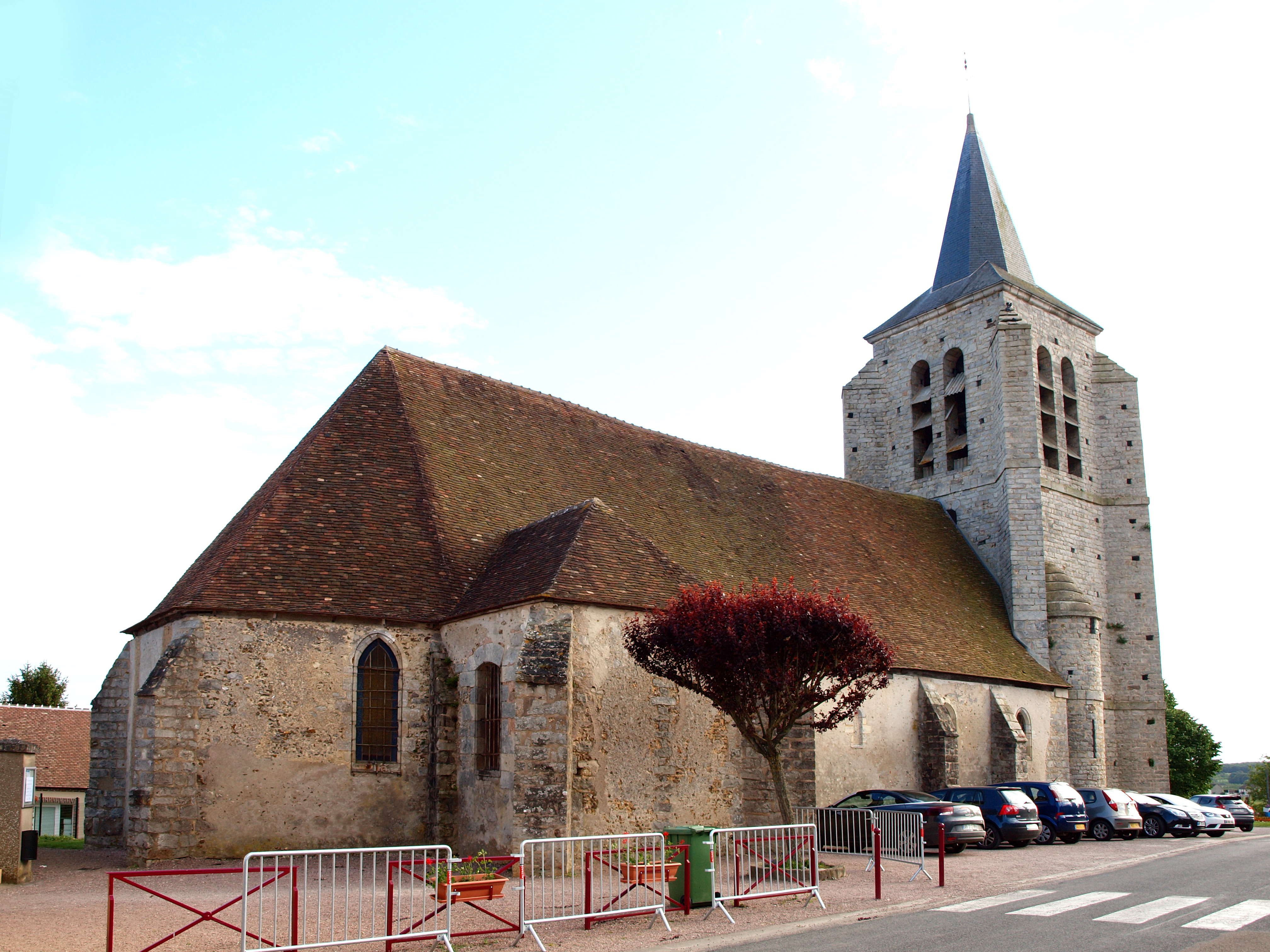
Clocher de l'église Saint-Louis de Chaumot (Yonne) bâti par Paul Delpech de 1723 à 1725.

## Mariage et descendance
De son mariage en 1712 avec Anne-Madeleine de Monchy, naquirent :
- Marie-Madeleine Delpech de Chaumot (1714-178?), dame de Dixmont, Armeau et Les Bordes, épouse le 3 mars 1734 Paul du Plessix Le Lay de Villemaré, comte de Guébriant[1].
- Paul II Delpech de Chaumot (1715-17??), décédé jeune sans postérité[1].
- Philippe-Paul Delpech de Chaumot (1720-17??), décédé jeune sans postérité[1].
- Marie-Louise Delpech de Chaumot (17??-1746), épouse le 8 juin 1740 de Gilles Gervais de Pechpeyrou[1].
- Jeanne-Angélique Delpech de Chaumot (1724-1750), épouse le 10 mars 1746 Marie-Jacques, marquis de Bréhant[2],[1].
- Marguerite-Madeleine Delpech de Chaumot (17??-17??), décédée sans mariage ni postérité, logeait à Paris au couvent des Récollets[1].